# Kōnstantinos Apostolou Doxiadīs
Kōnstantinos Apostolou Doxiadīs, spesso accreditato come C. A. Doxiadis (in greco: Κωνσταντίνος Αποστόλου Δοξιάδης; Asenovgrad, 14 maggio 1913 – Atene, 28 giugno 1975), è stato un architetto greco, considerato il padre dell'echistica.

## Biografia
Nacque da Apostolos ed Euanthia Doxiadīs ad Asenovgrad, nel Regno di Bulgaria. Si laureò presso l'università tecnica nazionale di Atene nel 1935, conseguendo un dottorato dall'università Charlottenburg l'anno successivo.